# Couffoulens
Couffoulens [kufulɛ̃s] (okzitanisch: Confolenç) ist eine französische Gemeinde mit 538 Einwohnern (Stand: 1. Januar 2022) im Département Aude. Sie gehört zum Arrondissement Carcassonne und zum Kanton Carcassonne-2. Die Einwohner werden Couffoulénois genannt.

## Geographie
Couffoulens liegt etwa sieben Kilometer südwestlich des Stadtzentrums von Carcassonne. Durch die Gemeinde fließt die Aude, in die hier der Lauquet mündet. Couffoulens wird umgeben von den Nachbargemeinden Carcassonne im Norden und Nordosten, Cavanac im Osten und Nordosten, Leuc im Osten und Südosten, Verzeille im Südosten, Pomas im Süden, Rouffiac-d’Aude im Südwesten, Preixan im Westen und Südwesten sowie Roullens im Westen und Nordwesten.

## Bevölkerungsentwicklung

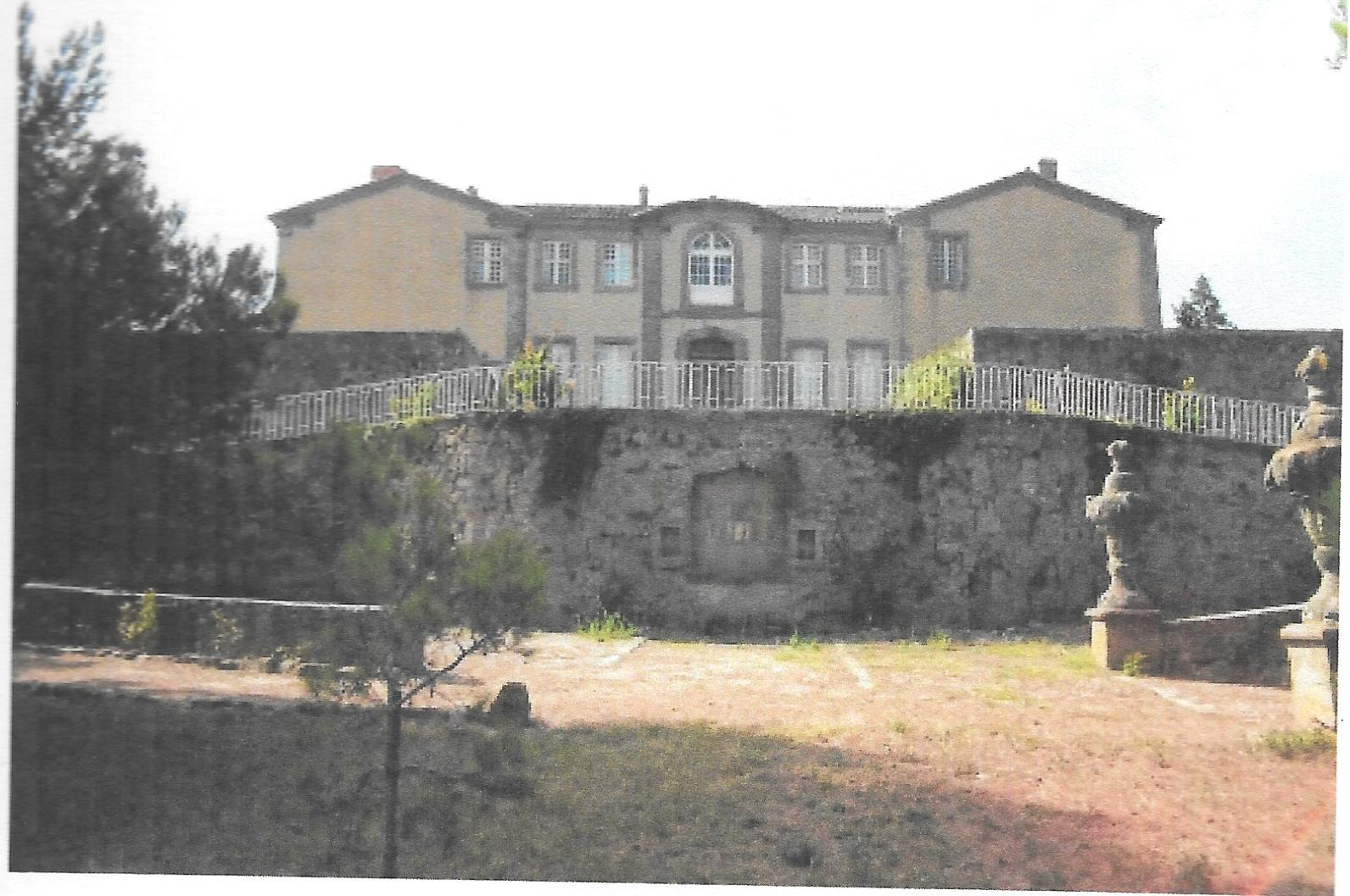
Schloss Couffoulens

| Jahr                       | 1962 | 1968 | 1975 | 1982 | 1990 | 1999 | 2006 | 2018 |
| Einwohner                  | 526  | 527  | 464  | 478  | 549  | 541  | 571  | 605  |
| Quellen: Cassini und INSEE |      |      |      |      |      |      |      |      |

## Sehenswürdigkeiten
- Schloss Couffoulens, frühere Burganlage, seit 1948 Monument historique

## Verkehr

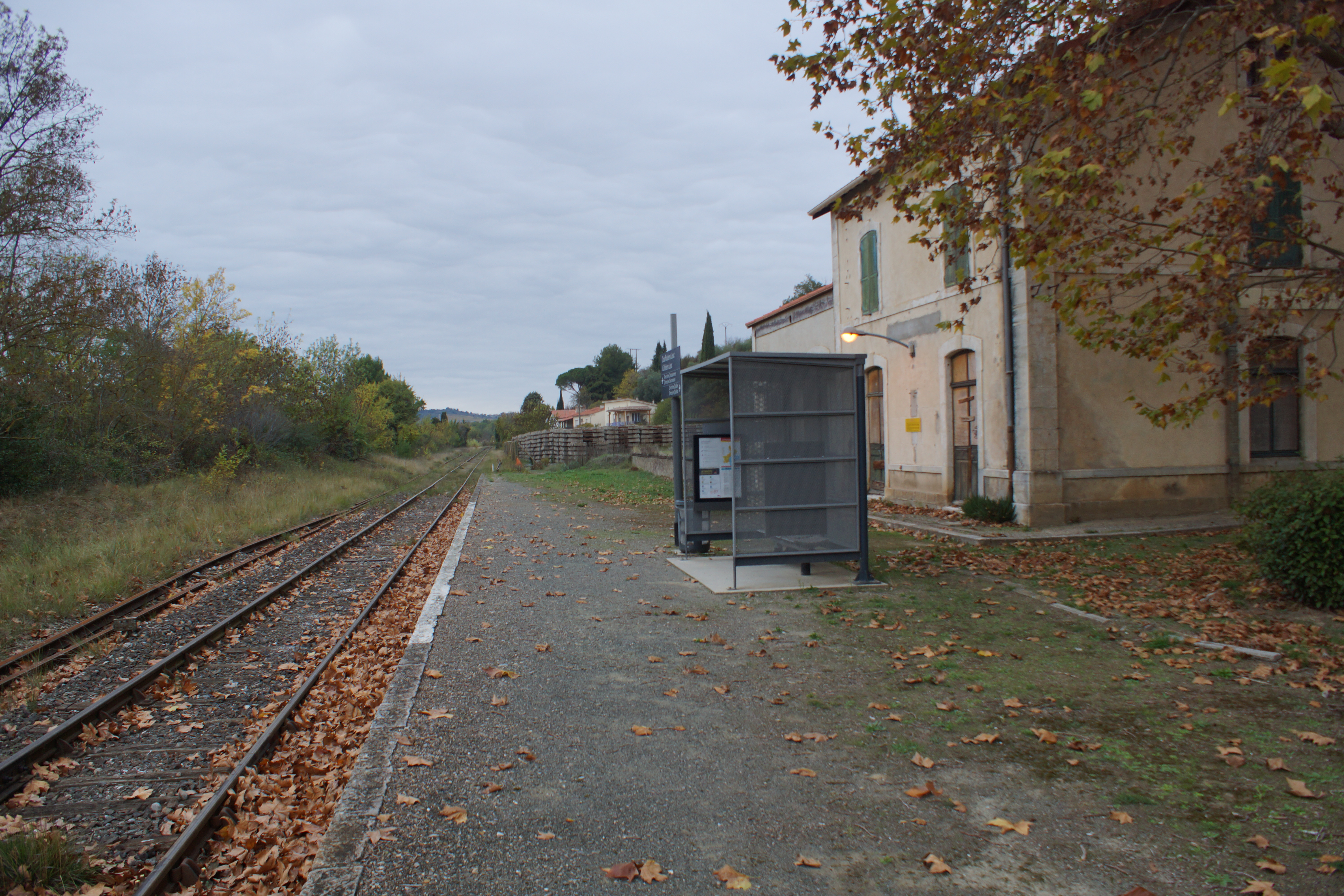
Bahnstation Couffoulens-Leuc

An der Bahnstrecke Carcassonne–Rivesaltes wurde am 17. Juli 1876 der Bahnhof Couffoulens-Leuc eröffnet, Betreiber war die Compagnie des chemins de fer du Midi et du Canal latéral à la Garonne. Aktuell ist er ein Haltepunkt der Züge des TER Occitanie der SNCF.
Durch den Ort verläuft die Departementsstraße D 143, an dessen östlichem Rand die D 104 und jenseits der Aude die D 118. Die nächste Autobahnanschlussstelle ist Carcassonne-Ouest an der Autoroute A 61.